# Death Valley '69
«Death Valley '69» es un sencillo de la banda de rock alternativo estadounidense Sonic Youth y la octava canción de su álbum de 1985 Bad Moon Rising. La canción fue escrita por y cantada por el guitarrista Thurston Moore y su colega de Nueva York Lydia Lunch, grabada y producida por Wharton Tiers en julio de 1984. Una versión demo fue lanzada en diciembre de 1984 con el sello Iridescence Records, y luego fue relanzada en formato de sencillo, con un diseño de cubierta distinto, en junio de 1985.  
El álbum compilatorio Finally the Punk Rockers Are Taking Acid de The Flaming Lips incluye una versión en vivo de esta canción.

## Lista de canciones

### Sencillo de diciembre de 1984
1. «Death Valley '69» - 5:32
2. «Brave Men Run (In My Family)» - 3:48

### Sencillo de julio de 1985
1. «Death Valley '69»
2. «I Dream I Dreamed»
3. «Inhuman»
4. «Brother James»
5. «Satan Is Boring»